# اسب آهنین
اسب آهنین (انگلیسی: The Iron Horse) یک فیلم صامت وسترن به کارگردانی جان فورد محصول سال ۱۹۲۴ است.

## بازیگران
- جورج اوبرایان
- مج بلامی
- جی. فارل مک‌دانلد
- جیمز ولچ
- فرانسیس پاورز
- گلادیس هالت
- جین آرتور
- جرج برنت
- جیمز گوردون
- دلبرت من
- جان بی. اوبراین
- جک ریچاردسون
- فرانسیس گری پاورز
- جرج واگنر
- ویلی فونگ
- پگی کارت‌رایت
- ویل والینگ